# Ostrogon z Kupang
Ostrogon z Kupang, pseudogurami z Kupang (Pseudosphromenus cupanus) – gatunek ryby okoniokształtnej z rodziny guramiowatych (Osphronemidae), opisywany też pod nazwami wielkopłetw z Kupang (wcześniej był zaliczany do rodzaju Macropodus), pseudowielkopłetw z Kupang i pseudowielkopłetw czarny. Jest to gatunek hodowany w akwariach.

## Występowanie
Żyje w wodach Azji Południowej.

## Pożywienie
Ostrogon z Kupang żywi się każdym rodzajem pokarmu.

## Warunki hodowlane
Jest spokojną rybą, dzięki czemu można ją trzymać z innymi nieagresywnymi gatunkami ryb. W akwarium powinna się znajdować gęsta roślinność, tworząca liczne kryjówki. Ciemne podłoże eksponuje jego ubarwienie. Woda powinna być miękka o pH neutralnym, choć ten ostrogon toleruje pewne odstępstwa. Temperatura wody powinna wynosić ok. 24 °C.